# منتخب بوتسوانا للكرة اللينة للرجال
منتخب بوتسوانا للكرة اللينة للرجال هو ممثل بوتسوانا الرسمي في المنافسات الدولية في الكرة اللينة .